# جغرافيا نقدية
اتخذت نظرية الجغرافيا النقدية نهج النظرية النقدية (مدرسة فرانكفورت) لدراسة وتحليل الجغرافيا. ويمكن النظر إلى تطور الجغرافيا النقدية كنقطة من أربع نقاط تحول كبرى في تاريخ الجغرافيا (الثلاث الأخرى هي الحتمية الجغرافية والجغرافيا الإقليمية والثورة الكمية). وعلى الرغم من أن نهج ما بعد النظرية الوضعية يظل مهمًا في الجغرافيا، فإن الجغرافيا النقدية نشأت كنقد للوضعية التي أدخلتها الثورة الكمية.

## النشأة
نشأت مدرستان فكريتان رئيسيتان في الجغرافيا البشرية وكانت هناك مدرسة واحدة قائمة وهي (الجغرافيا السلوكية) والتي عادت مرة أخرى لفترة وجيزة. سعت الجغرافيا السلوكية لمواجهة الاتجاه المتصور للجغرافيا الكمية للتعامل مع الإنسانية كظاهرة إحصائية. وانتعشت لفترة وجيزة خلال عقد السبعينيات وسعت لتوفير فهم أوسع لكيفية إدراك الناس للأماكن واتخاذ القرارات المكانية وتحدت النماذج الحسابية في المجتمع، ولا سيما استخدام تقنيات الاقتصاد القياسي. لكن أدى عدم وجود قاعدة نظرية سليمة إلى تعرض الجغرافيا السلوكية للنقد كمجرد نظرية وصفية ترقى قليلاً عن عمل قائمة الأماكن المفضلة.
برزت نظرية الجغرافيا الأصولية خلال السبعينيات والثمانينات حيث أصبح القصور في أساليب المدرسة السلوكية واضحًا. وسعت لمواجهة أساليب النظرية الكمية لللموضوعيين بالتقنيات المعيارية المستقاة من الأساليب الكمية للنظرية الماركسية: ونادت بعدم جدواها ما لم تقدم بدائل أو حلولاً للمشاكل.
في النهاية يمكن القول بأن أكثر المدارس الثلاث نجاحًا كانت الجغرافيا الإنسانية، حيث شكلت في البداية جزءًا من الجغرافيا السلوكية لكن اختلفت جذريًا عنها باستخدام الأساليب الكمية في تقييم السلوك البشري والأفكار لصالح التحليل النوعي. تستخدم الجغرافيا الإنسانية العديد من التقنيات التي تستخدم الإنسانيات مثل تحليل المصدر واستخدام النصوص والأدب في محاولة «للوصول للب» الموضوع (الموضوعات). علاوة على ذلك تم إحياء الجغرافيا الثقافية بسبب المجالات الجديدة لدراسة الجغرافيا الإنسانية مثل الجغرافيا النسوية حيث بدأت جغرافيا ما بعد الحداثة والبنيوية في الظهور.
لا يزال هناك بعض الأسئلة المُهمة التي لم تجد لها الحلول في الجغرافيا النقدية أولها أنه كان هناك مناقشة محدودة نسبياً بشأن الالتزامات المشتركة بين الجغرافيين النقديين، مع بعض الاستثناءات مثل هارفي (2000) [10]. بعض من هذا الأسئلة التي تحتاج إلى إجابة على سبيل المثال: “ما هي النقاط النقدية التي يقف عندها الجغرافيون"، "وإلى أي مدى". يُعلِّق بارنز بأن الجغرافيين النقديين هم أفضل في توفير التشخيص الايضاحي من تقديم خيال استباقي-مثالي لإعادة تشكيل العالم.
يتعلق السؤال الثاني بمأسسة الجغرافيا النقدية. حيث على الرغم من نظرة الجغرافيين النقديين لأنفسهم كمتمردين وغُرباء إلا أن التفكير النقدي قد أصبح سائداً في الجغرافيا. تقع الجغرافيا النقدية الآن في صميم تخصص الجغرافيا. يرى البعض أن المأسسة هي النتيجة الطبيعية لمدى القوة التحليلية وأفكار الجغرافية النقدية، بينما يخشى آخرون أن تكون المأسسة قد شملت «التعاونية».  السؤال هو ما إذا كانت الجغرافيا النقدية لاتزال تتمسك بالتزامها في التغيير السياسي.
وأخيراً، بما أنه يتم ممارسة الجغرافيا النقدية في جميع أنحاء العالم، فإنه ينبغي تسليط الضوء بصورة أفضل على أفكار ورؤى الجغرافيين النقديين خارج العالم الناطق بالإنجليزية. [13]
في هذا الصدد، عرض ميزوكا (2005) نظرة عامة على التطبيق العملي للجغرافيا النقدية اليابانية منذ عشرينات القرن
الماضي. [14] بالإضافة إلى ذلك، يتوجب على الجغرافيا النقدية إنشاء صلة أقوى مع العلماء النقديين في تخصصات أخرى.